# Marco (Rovereto)
Marco (March in dialetto trentino) è una frazione del comune di Rovereto, in Trentino, con 2 659 abitanti. Si trova a circa 6 km da Rovereto città, nei pressi del casello autostradale "Rovereto sud - Lago di Garda nord" (A22) ad un'altezza di 161 m s.l.m.
Il comune di Marco è stato soppresso nel 1927: il paese è divenuto quindi frazione di Rovereto, in contemporanea all'aggregazione al comune di Rovereto anche dei territori di Lizzana e Noriglio.

## Monumenti
- Chiesa di San Marco Evangelista[4]

## Polveriera
A Marco esiste un'area di circa 14 ettari che fu adibita in passato a polveriera realizzata tra il 1922 e il 1927, sfruttata anche dall'Esercito Italiano. Anche nota come "polveriera di Cocco", ora è passata al Demanio della provincia autonoma di Trento dopo la sua chiusura nel 1995. Si trova presso il crinale orientale del monte Zugna in della Vallagarina nel territorio comunale di Rovereto. Al suo interno si contano numerose casematte dove in origine venivano depositate le munizioni. Sono ancora presenti le altane e le abitazioni per il personale di sorveglianza militare.
La protezione civile ha preso servizio in quest'area anche per il servizio recupero con i cani.